# Billy's Hollywood Screen Kiss
Billy's Hollywood Screen Kiss è un film di genere commedia sentimentale a tematica LGBT del 1998, scritta e diretta da Tommy O'Haver.